# John Joseph Kelley
John Joseph Kelley (ur. 24 grudnia 1930 w Norwich, Connecticut, zm. 21 sierpnia 2011 w North Stonington, Connecticut) – amerykański maratończyk, mistrz igrzysk panamerykańskich, zwycięzca maratonu bostońskiego, olimpijczyk.
Talentem biegowym wykazywał się już jako uczeń Bulkeley High School w New London, później kształcił się na Boston University, reprezentując jednocześnie uczelnię w konkurencjach biegowych. W latach 1956–1963 zdobył osiem tytułów mistrza USA w maratonie (z rzędu), był też mistrzem kraju na innych dystansach (15, 20, 25, 30 kilometrów). Reprezentował USA na dwóch igrzyskach olimpijskich, w Melbourne (1956) kończąc maratońską rywalizację na 21., a w Rzymie (1960) – na 19. miejscu. W 1959 zdobył złoty medal w maratonie na igrzyskach panamerykańskich w Chicago.
Kelley był jedną z legend słynnego maratonu w Bostonie. Wygrał ten bieg w 1957, pięciokrotnie plasował się na 2. miejscu (1956, 1958, 1959, 1961, 1963). Biegał w Bostonie także po zakończeniu aktywnej kariery zawodniczej, po raz ostatni w 1992. W tym samym roku po raz ostatni w maratonie bostońskim biegł jego imiennik, John Adelbert Kelley, znacznie starszy (rocznik 1907) dwukrotny zwycięzca imprezy; dla odróżnienia obu Kelleyów, których nie łączyły więzy pokrewieństwa, Johna Adelberta nazywano „starszym”, Johna Josepha – „młodszym”.
Na sportowej emeryturze Kelley pracował jako nauczyciel w szkole średniej w New London, prowadził też szkolną drużynę lekkoatletyczną. Jednym z jego wychowanków był Ambrose Burfoot, zwycięzca maratonu bostońskiego w 1968.  W 2002 Kelley został wpisany do National Distance Running Hall of Fame.
Był żonaty od 1953 z Jacinthą z domu Braga (zmarłą w 2003), miał trzy córki. 